# Vicia angustifolia
Vicia angustifolia là một loài thực vật có hoa trong họ Đậu. Loài này được L. ex Reichard miêu tả khoa học đầu tiên năm 1778.

## Hình ảnh

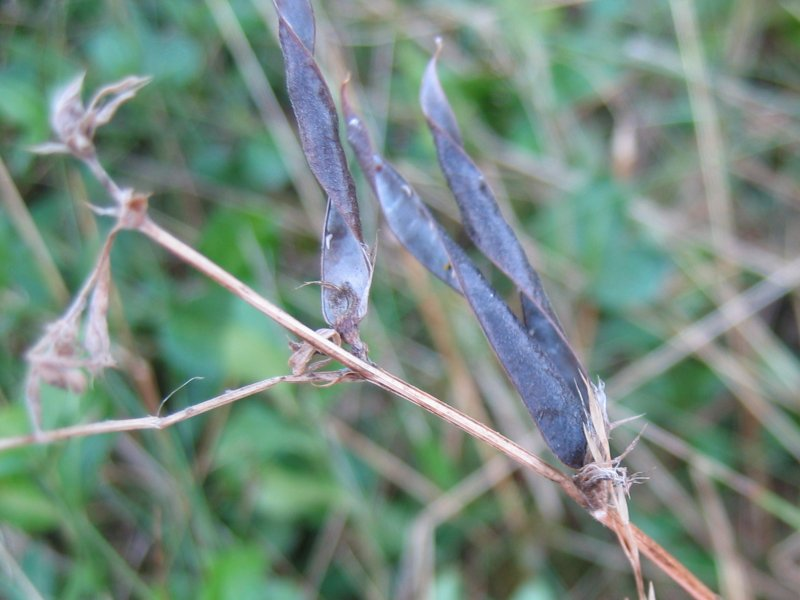
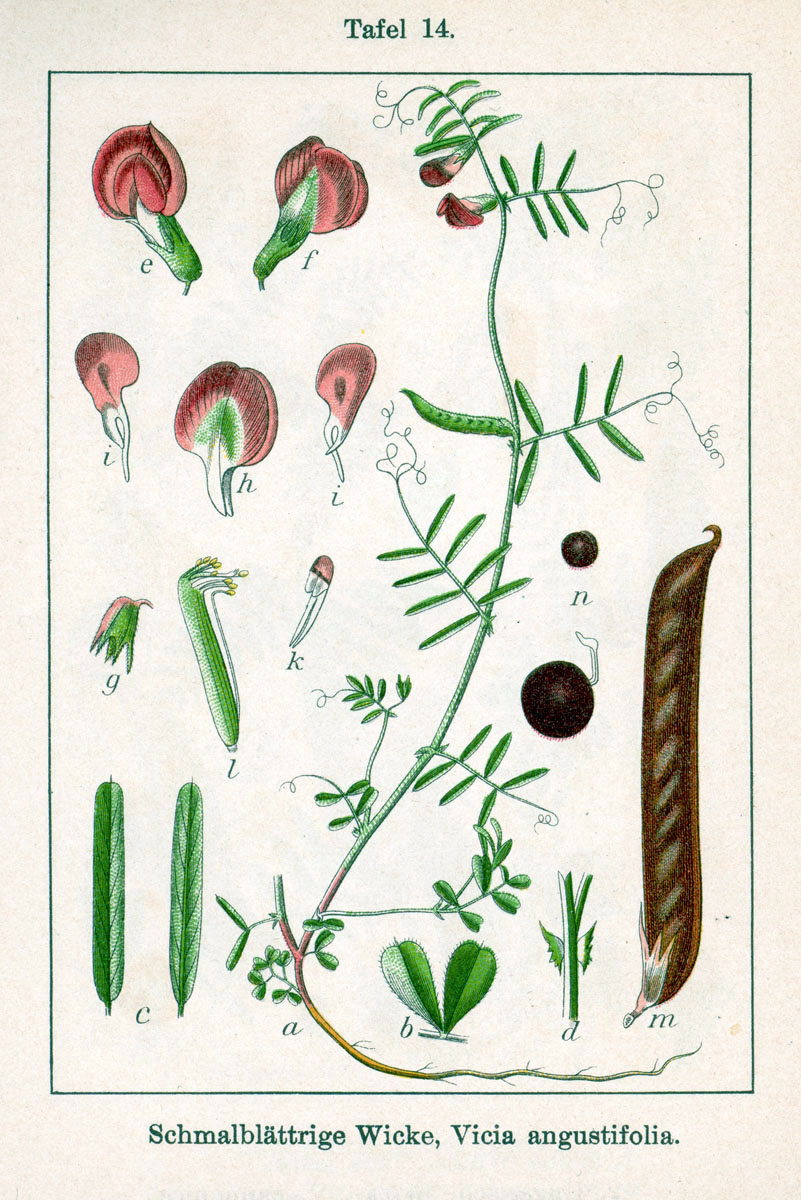